# Estampado
 (février 2018).
Si vous disposez d'ouvrages ou d'articles de référence ou si vous connaissez des sites web de qualité traitant du thème abordé ici, merci de compléter l'article en donnant les références utiles à sa vérifiabilité et en les liant à la section « Notes et références ».
Albums de Ana Carolina
Ana Rita Joana Iracema e Carolina
(2001) Ana & Jorge: Ao Vivo
(2005)
Singles
1. Encostar na Tua
Sortie : 2003
2. Elevador (Livro de Esquecimento)
Sortie : 2003
3. Uma Louca Tempestade
Sortie : 2003
4. Nua
Sortie : 2003

Estampado est le troisième album de la chanteuse MPB, pop brésilienne Ana Carolina, sorti en janvier 2003.
Il comprend la participation de l'auteur-compositeur-interprète Seu Jorge dans la composition du titre Não fale desse jeito et dans la composition et l'interprétation de la chanson O beat da beata, en duo avec Ana Carolina.
L'album est certifié double disque de platine (au moins 200 000 exemplaires vendus), au Brésil en 2009, par l'ABPD.

## Liste des titres
| 1.    | Hoje Eu Tô Sozinha               | Ana Carolina                      | 4:31 |
| 2.    | Encostar na tua                  | Carolina                          | 4:11 |
| 3.    | Bicudos                          | Antonio Villeroy                  | 3:57 |
| 4.    | Elevador (Livro de esquecimento) | Carolina                          | 3:16 |
| 5.    | Só fala em mim                   | Carolina, Villeroy, Celso Fonseca | 3:46 |
| 6.    | É hora da virada                 | Carolina, Villeroy, Eugenio Dale  | 3:08 |
| 7.    | Uma louca tempestade             | Villeroy, Bebeto Alves            | 4:31 |
| 8.    | Pra rua me levar                 | Carolina, Villeroy                | 3:50 |
| 9.    | É mágoa                          | Carolina                          | 4:09 |
| 10.   | Mais que isso                    | Carolina, Chico César             | 3:55 |
| 11.   | Vox populi                       | Carolina                          | 2:27 |
| 12.   | Vestido estampado                | Carolina                          | 3:05 |
| 13.   | Nua                              | Carolina, Vitor Ramil             | 4:04 |
| 14.   | Não fale desse jeito             | Carolina, Seu Jorge               | 3:23 |
| 15.   | O beat da beata                  | Carolina, Seu Jorge               | 3:57 |
| 56:10 |                                  |                                   |      |

## Certification
| Région                                                                                                 | Certification | Ventes/Streams |
| --- | ------------- | -------------- |
| Brésil (ABPD)                                                                                          | 2 × Platine   | 200 000*       |
| *Ventes selon la certification ^Mise en rayon selon la certification xNon précisé par la certification |               |                |